# Nationalpark Gran Paradiso
Nationalpark Gran Paradiso (Italiensk: Parco nazionale del Gran Paradiso, fransk: Parc national du Grand Paradis), er en Italiensk nationalpark i De grajiske Alper, mellem regionerne Valle d'Aosta og Piemonte. Nationalparken har navn efter bjerget Gran Paradiso, som ligger i parken, og hænger sammen med den franske Parc national de la Vanoise. Området blev oprindeligt beskyttet for at beskytte Alpestenbukken mod krybskytter, da det var et privat jagtområde for kong Victor Emmanuel 2., men nu beskyttes også andre arter.

## Historie
Først i det 19. århundrede, var alpestenbukken hårdt presset af jagt, men omkring 60 eksemplarer overlevede i Gran Paradiso- og Vanoiseområdet.  Den var intenst jagtet, både som sport, men også fordi dele af den blev brugt i terapeutisk sammenhæng: Man lavede amuletter af en lille tværformet knogle tæt på dyrets hjerte, som skulle beskytte mod voldelig død. På grund af den store nedgang i bestanden oprettede, den kommende konge, Victor Emmanuel, det Det Kongelige Jagtreservat Gran Paradiso i 1856, og der blev ansat vagter for at beskytte alpestenbukken. Stier der dengang blev udlagt til stenbukken bruges stadig i dag, som en del af 724 kilometer langt net af markerede stier og muldyrspor.
I 1920 Victor donerede Emmanuel 2.s barnebarn Kong Victor Emmanuel 3. parkens oprindelige 21 kvadratkilometer, og parken blev oprettet i 1922. Det var Italiens første nationalpark.  På trods af parkens tilstedeværelse var stenbukken udsat for krybskytteri frem til 1945, da der kun var 419 tilbage. Beskyttelsen blev øget, og nu er der omkring 4.000 alpestenbukke i parken.

## Geografi
Parken ligger i De grajiske Alper i regionerne Piemonte  og Valle d'Aosta i det nordvestlige Italien. Den omfatter 703 kvadratkilometer alpint terræn. 10% af parkens areal er skovdækket. 16.5% er landbrugsområde, bl.a. med græsning, 24% er uopdyrket, og 40% er golde områder. 9.5% af området er dækket af 57 gletsjere,  og parkens bjerge og dale er dannet af gletsjere og floder. Parkens område ligger mellem 800 og 4.061 meter over havet, med en gennemsnitshøjde på 2.000 meter. Dalbundene i parken er skovdækkede, mens der er alpine områder i højderne og klipper og gletsjere højest oppe. Gran Paradiso er det eneste bjerg i Italien over 4.000 meters højde, hvor hele bjerget ligger i landet. Mont Blanc og Matterhorn kan ses fra bjergtoppen. I 1860 var John Cowell den første til at bestige toppen. Mod vest har parken grænse tilden franske Parc national de la Vanoise. Samlet er de to nationalparker det største beskyttede område i Vesteuropa. De samarbejder om beskyttelsen af alpestenbukken som har sæsonmæssige vandringer hen over grænsen.